# 機場稅

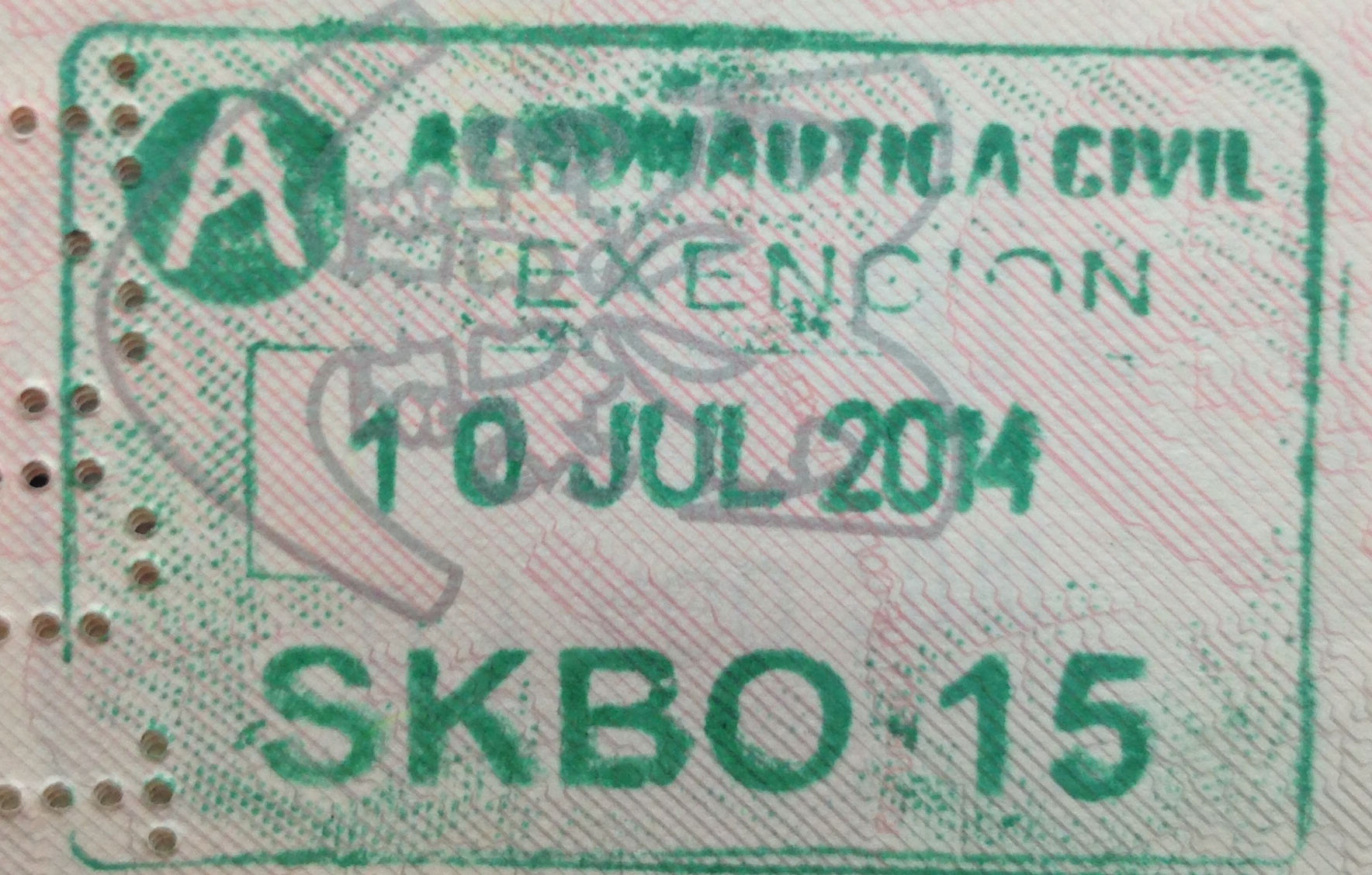
哥倫比亞埃爾多拉多國際機場加蓋於離境旅客護照上的退稅章

機場稅（英語：airport tax），又稱機場建設費（Airport improvement fee）、飛機乘客離境稅（Air passenger Departure Tax），是由機場的營運公司或是政府單位向使用該機場搭機或轉機的旅客所收取的費用，費用用於機場的維護及日後增建之用。

## 收取方法
現今大多數國家已將機場稅包含在機票內，由航空公司代為向旅客收取，省去旅客需另行購買機場稅的不便。不過有些國家仍是採另外收取機場稅的制度，旅客搭機或轉機前需在機場航廈繳交機場稅，取得收據後方可出境或轉機。一部份機場對於未離開航廈而在停留航廈內一定時間以內的轉機旅客不收取機場稅。

## 另見
- 降落費
- 商港建設費

## 外部連結
- （英文）Departure tax paid locally, for Africa, Asia, Central and South America, Caribbean, Middle East and Pacific region airports (travel-nation.co.uk)